# Firmus Piett
Firmus Piett es un personaje ficticio de la Guerra de las Galaxias interpretado por Kenneth Colley. Fue un humano nacido en Axxila justo antes del surgimiento del Imperio, sirvió en la Marina Imperial durante la Guerra Civil Galáctica. Desde joven destacó por su dedicación, cuando Kendal Ozzel era Almirante del Ejecutor él era el capitán a bordo y tras la muerte de Ozzel a manos de Darth Vader se convirtió en su sucesor y comandante del Escuadrón de la Muerte. Esto lo hizo uno de los almirantes más jóvenes del Imperio.
Piett comandó la Batalla de Endor, donde muere debido al impacto de un Ala-A contra el puente de mando del Destructor Ejecutor, el cual luego impactaría a causa de ello contra la Estrella de la Muerte II.
Piett había mostrado un considerable talento como oficial militar. Tenía un sobrino llamado Sarkli que inicialmente pertenecía a la Alianza Rebelde pero los abandonó para seguir los pasos de su tío y juntos participaron en la batalla de Endor.

## Biografía

### Juventud
Según el Universo expandido de Star Wars, compuesto por todas las obras que exceden a los 6 episodios cinemátográficos (Novelas, historietas, videojuegos, etc.), Piett nació en el planeta Axxila del Borde Exterior. Normalmente, esto sería un golpe para su carrera porque en la flota Imperial era importante ser de los Mundos del Núcleo. Los oficiales del Borde Exterior nunca llegaban a tener altos puestos. Cuando Piett se unió a la flota, demostró ser el oficial más competente y, cuando tenía 26 años, Piett ya era un teniente y comandaba una flota que patrullaba su sector natal. Piett servía principalmente para eliminar amenazas de piratería. 
Más tarde, Darth Vader asignó al capitán Piett al mando del destructor estelar Acusador, bajo el mando del almirante Amise Griff. Cuando Griff murió en Yavin 4 durante las evacuaciones rebeldes, Piett se volvió un capitán del Ejecutor cuando Kendal Ozzel se convirtió en el almirante de la flota de lord Vader, el Escuadrón de la Muerte.

### Guerra Civil Galáctica
Tres años después de la batalla de Yavin, el capitán Piett y sus hombres recibieron transmisiones de un droide sonda Vibora en el planeta helado de Hoth, que revelaba la base rebelde oculta. Piett se aseguró de que Vader se encontrara cerca cuando se lo informó al almirante Kendal Ozzel y al general Maximilian Veers. Tal y como Piett esperaba, Ozzel negó que fuera una base rebelde, pensando que era una base contrabandista. Sin embargo, Vader aceptó inmediatamente la interpretación de la información que había hecho Piett y ordenó a la flota movilizarse al sistema Hoth.
La flota salió del hiperespacio lo suficientemente cerca del planeta como para que los rebeldes pudieran detectarla, permitiéndoles activar el escudo que impediría el bombardeo orbital. Con el plan original de un bombardeo masivo anulado, Vader ejecutó a Ozzel, y Piett que había demostrado ser mucho más competente, fue promovido inmediatamente a almirante. Los oficiales del Ejecutor comenzaron a hacer apuestas acerca de cuánto duraría en el cargo. Mientras durante la Batalla de Hoth el general Veers capturaba con éxito la base rebelde Echo, el Halcón Milenario escapó. Entonces comenzó una persecución de la nave corelliana por el letal campo de asteroides de Hoth. Más tarde, y gracias a la información que Boba Fett había conseguido, Piett y Vader tendieron una trampa a Han Solo y su tripulación en Bespin.
Mientras Vader continuaba con su reyerta con el príncipe Xizor, Piett volvió al mando del Acusador mientras el Sith usaba el Ejecutor en su enfrentamiento con el Sol Negro. Piett no participó activamente en la Insurrección de Demetrius Zaarin (no tanto como otros), sino que siguió en grandes batallas contra la Alianza, destacando sus grandes encontronazos con el almirante Ackbar.
Finalmente, sirvió al emperador Palpatine, como el líder de la flota Imperial en la Batalla de Endor. cuando el Ala-A se estrella contra el puente de mando Piett en vez de tirarse al resto de oficiales se tiró al suelo y pudo irse antes de que el Destructor Ejecutor, se estrellase contra la Estrella de la muerte pero no pudo salvar a su sobrino. Al no poder salvarlo
se lo reprochó un montón de veces y se fue a Axxila a comenzar una nueva vida.
Aunque realmente no tenía el rango de Gran Almirante, el ser el líder del Escuadrón de la Muerte, la mayor de las flotas imperiales, poseía más poder que los propios grandes almirantes. A lo largo de la Guerra y los años posteriores, tan solo Thrawn consiguió superarle. Además, era uno de los mayores líderes de la Guerra Civil Galáctica. Mientras Vader, Palpatine, Wilhuff Tarkin y Thrawn están considerados los Cuatro Grandes; Piett, Sate Pestage, Ysanne Isard y el capitán Gilad Pellaeon podrían ser considerados los cuatro miembros más importantes tras estos.

## Relación con elLord Oscuro
Algunos han especulado que la razón por la cual Vader no ejecutó a Piett tras el escape del Halcón a la hipervelocidad fue debido a la admiración que sentía por el almirante. Esto es posible a que aún había rastros de Anakin Skywalker en Darth Vader. Es incluso probable que Vader acabara sintiendo cariño y amistad a Piett, tal y como hizo con los comandantes Appo y Bow de la Legión 501

## Detrás de las escenas
- Firmus Piett es interpretado por Kenneth Colley en las dos películas que aparece. Es doblado por David Rache para la versión de radio del Imperio Contraataca, y por Rupert Degas en el videojuego del Imperio de Guerra.
- Piett, Jerjerrod (en el episodio VI y la versión especial del episodio V) y Tarkin (episodio III y IV) son los únicos oficiales imperiales que aparecen en dos películas de Star Wars, aunque de esos tres, tan solo Piett habla en ambas.
- Originalmente, Piett no iba a aparecer en el Retorno del Jedi, y no estaba en el guion. Sin embargo, durante el rodaje, el mensaje de un fan convenció a George Lucas de incluirlo. Mientras se rodaban las escenas de Tatooine, Lucas escribió algo de diálogo para Piett.

- Datos: Q51778